# Margaroperdix
Margaroperdix é um género de ave da família Phasianidae.
Este género contém as seguintes espécies:
- Perdiz-malgaxe, Margaroperdix madagascariensis